# Morning Glory (nuage)
Pour les articles homonymes, voir Morning Glory.
Morning Glory est le nom donné à un nuage ou une série de nuages, liés à un phénomène météorologique rare qui peut se produire aux première heures de la matinée (d'où le nom « gloire du matin »), essentiellement de septembre à mi-novembre, dans le golfe de Carpentarie au nord de l’Australie.
C’est un nuage en rouleau (aussi appelé volutus) mesurant jusqu’à 1000 kilomètres de long, 1 à 2 kilomètres de haut et se déplaçant à une vitesse constante pouvant atteindre 40 kilomètres par heure sans changer de forme,. Ce nuage est assimilable à une vague monocrête, il peut donc être décrit comme un nuage formé au passage d'un soliton ou d'un mascaret atmosphérique. Malgré de nombreuses études, l’origine de ce phénomène n’est pas encore complètement expliquée.

## Théorie

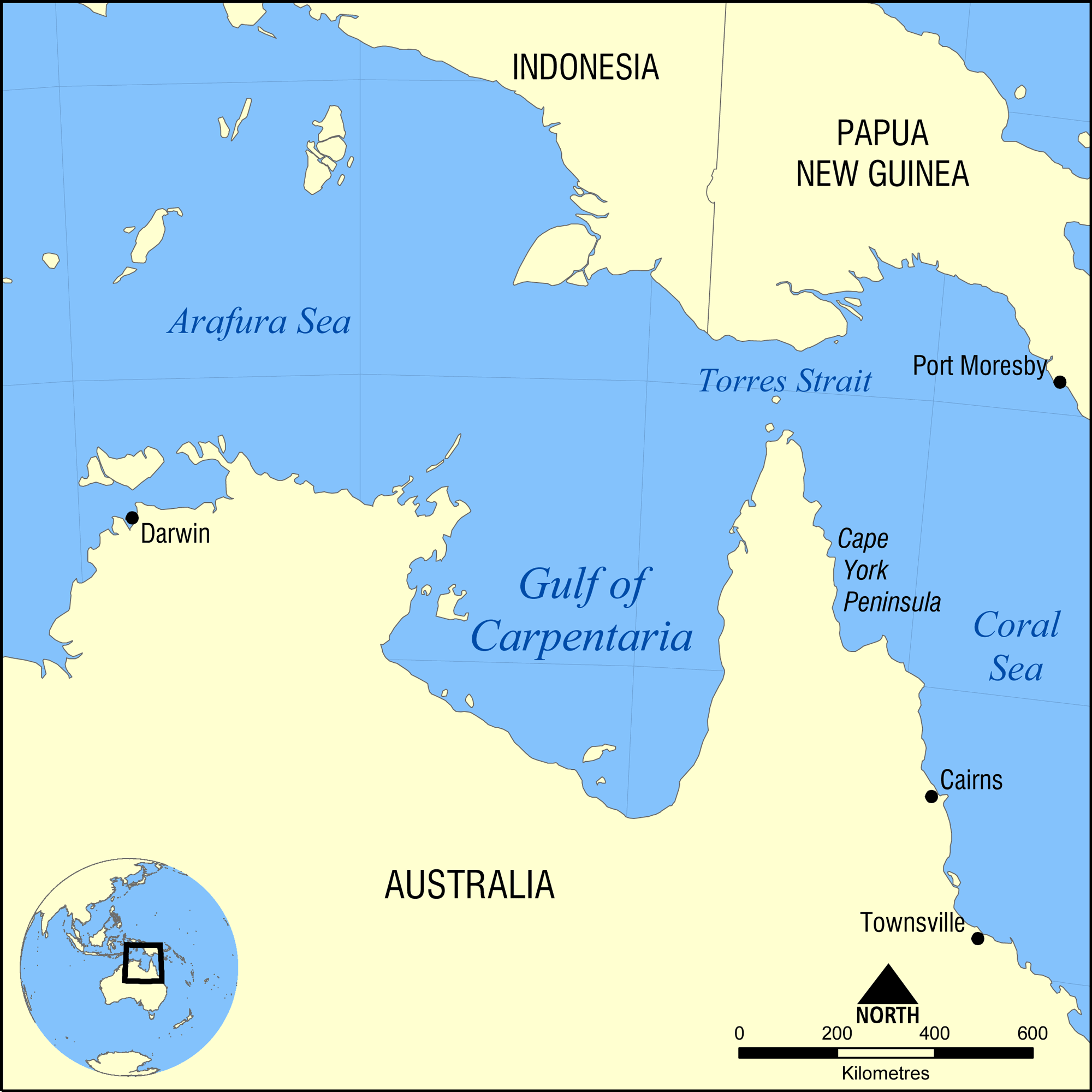
Le golfe de Carpentarie

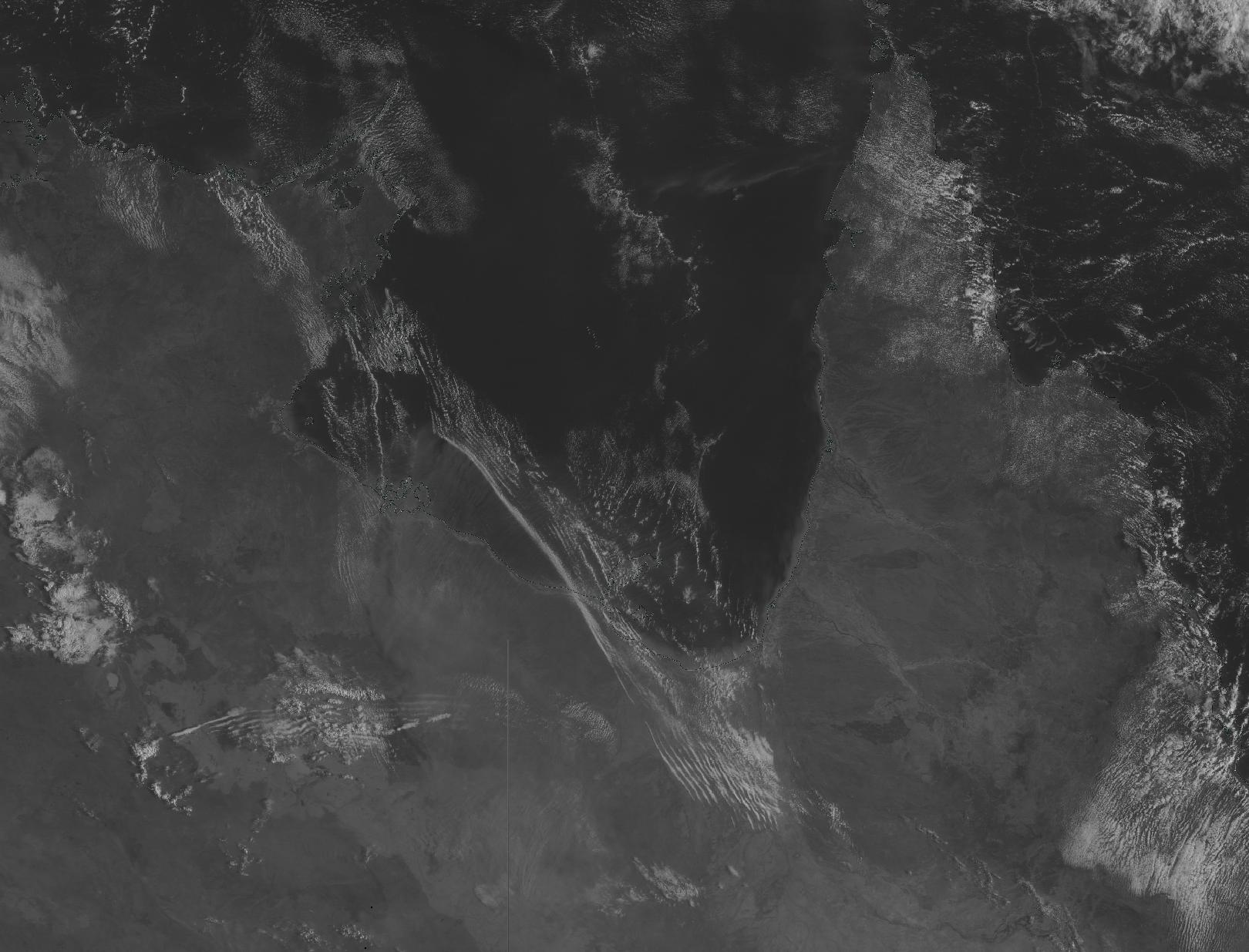
Image Satellite de Morning Glory, le 4 octobre 2023 à 08:50, heure locale [NASA Worldview]. Le système principal, au sud du golfe, comporte une série de nuages en rouleau de 600 km de long, parallèles à la côte Est du cap York, venant de l'est-nord-est ; il y en a une autre en bas à gauche, est-ouest, venant du sud et de 300 km de long.

Des conditions particulières de pression atmosphérique et de circulation de l’air au-dessus du golfe de Carpentarie, ainsi qu'un taux d’humidité élevé, sont nécessaires à la formation du Morning Glory.
Le phénomène a été décrit dès 1942 par la Royal Australian Air Force, qui l'attribuait improprement à une brise de terre.
En 1972, le météorologiste australien R.H. Clarke le comparait à un ressaut hydraulique formé par un écoulement catabatique descendant du  cap York, une longue péninsule à l'Est du golfe de Carpentarie et qui le sépare de la mer de Corail. 
Mais les forts contrastes thermiques entre la terre et la mer ont une influence déterminante. Dans la journée, une brise de mer peut se développer de chaque côté du cap, chacune en direction inverse de l'autre. Les deux brises se rencontrent au milieu de la péninsule et forcent un soulèvement de l'air à leur point de contact. La vapeur d'eau dans l'air soulevé se condense par refroidissement adiabatique ce qui forme une bande de nuages tout au long de la péninsule. À la nuit tombée, les brises faiblissent mais les alizés venant de la côte Est favorisent la propagation du phénomène perpendiculairement à celle-ci, vers l'ouest-sud-ouest.
La masse d'air qui surplombe le golfe de Carpentarie présente généralement une inversion marine, ce qui rend la masse d'air très stable et favorise la formation d'une onde de gravité, ou d'une série d'ondes comme des vagues, selon la fréquence de Brunt-Väisälä, quand la brise de terre s'infiltre sous l'inversion et la soulève.
Des nuages se forment alors à l'avant des vagues. Après son passage, l'air redescend, se réchauffe et les nuages se dissipent par subsidence. Le front de nuages persiste tant que l'inversion n'est pas brisée par le réchauffement diurne et c'est pourquoi le Morning Glory n'est observé que tôt le matin, d'où son nom « gloire du matin ».

## Légendes locales
Les Garrawa, peuple aborigène de la côte sud du golfe, appelaient ces nuages « kangólgi » et leur attribuaient une influence bénéfique sur les oiseaux, peut-être parce qu'ils arrivent avant la saison de pluies, considérée comme une source d'abondance.
Une légende locale veut que le nuage apparaît quand l'air est assez humide pour qu'une couche de glace se forme dans les réfrigérateurs et que les coins des tables frisent. On rapporte que le vent devient calme au passage de l'onde nuageuse.

## Utilisation en vol à voile
Les ondes à grande échelle dans l’atmosphère qui forme le Morning Glory sont très favorables au vol à voile, comme le sont les ondes de ressaut. Bien que non stationnaires (contrairement à ces dernières), et de durée limitée, elles provoquent des bandes d'ascendances pouvant être exploitées en ligne droite sur de longues distances à haute vitesse, d'autant plus qu'elles sont matérialisées par le nuage donc faciles à suivre.
Elles attirent des pilotes de planeur et de deltaplane qui viennent de loin pour « surfer » sur ce nuage comme on le ferait sur une vague de l’océan. Ils ont rapporté que les ondes de gravité associées au mascaret peuvent se produire entre 4 et 7 jours d'affilée.

## Localisation
Le golfe de Carpentarie est le seul endroit où le « volutus » long de plusieurs centaines de kilomètres caractéristique du phénomène de Morning Glory peut être prévu et observé régulièrement. Mais les conditions qui y donnent lieu peuvent se rencontrer ailleurs sur le globe, de façon plus aléatoire et de moins grande échelle. 
Des bandes nuageuses spectaculaires similaires au Morning Glory ont été observées sur d'autres régions maritimes ou côtières, dans la mer de Cortez au large du Mexique, dans la région de l'île de Sable au large de la Nouvelle-Écosse, au Canada, au centre des États-Unis, dans la Manche, dans l'est de la Russie ainsi que dans d'autres régions de la côte australienne, mais plus occasionnellement sans répétition saisonnière,[source insuffisante].